# Al-Zahra
Al-Zahra (en árabe: الزهراء‎) es un municipio en la Gobernación de Gaza, en la Franja de Gaza (Palestina). Allí se encuentran la Universidad de Palestina, la Universidad Abierta Ummah y la Facultad de Medicina de la Universidad Islámica de Gaza. En 2017 tenía una población de 5.338 habitantes. En la ciudad había 837 viviendas y 237 edificios de diversa naturaleza.
Yasser Arafat fundó Al-Zahra en la década de 1990 como una zona residencial para el personal de la Autoridad Nacional Palestina, por lo que surgió como un barrio con casas más grandes y con mayor cantidad de espacios abiertos que la mayoría de las ciudades de la Franja. En la guerra entre Israel y Gaza de 2023-24, no fue bombardeada por los ataques aéreos israelíes hasta el 19 de octubre de 2023, cuando el ejército israelí bombardeó varios bloques de apartamentos.